# Túnel del Cotefablo
El túnel del Cotefablo es un túnel que está en la N-260 (Eje Subpirenaico) entre las localidades de Broto y Biescas. Sus 683 metros lo convierten en el 10.º túnel carretero de Aragón por longitud. 

## Historia

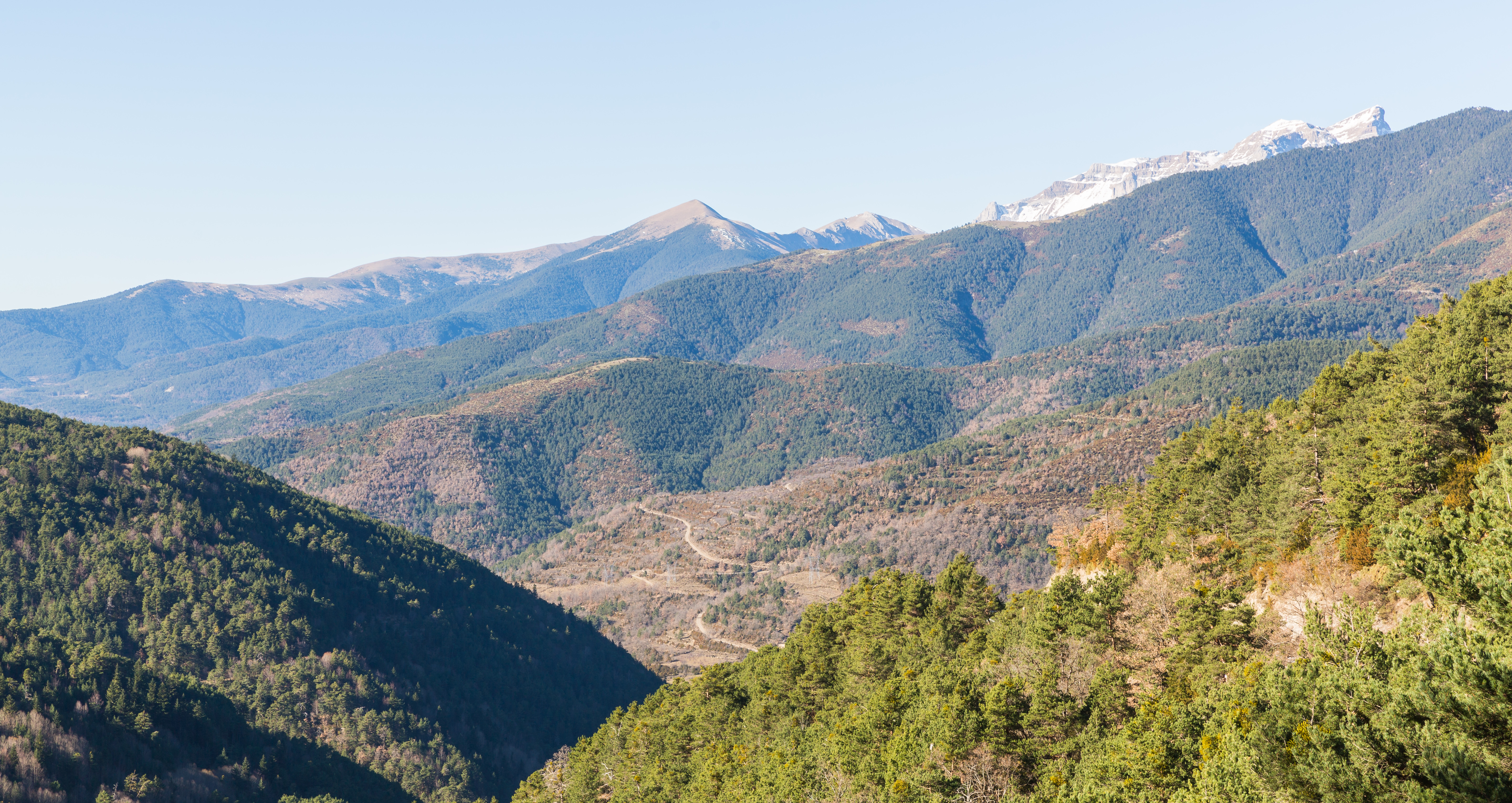
Vista desde el puerto de Cotefablo.

El calado del túnel de Cotefablo se produjo en 1935 y poco después, en plena Guerra Civil fue barrenado y estuvo a punto de ser dinamitado.
En 1993 se aprobó la iluminación del túnel y en 2010 la Demarcación de Fomento de Huesca instaló un sistema de detección de vehículos de ancho especial, para activar un sistema de regulación semafórica que evite estas situaciones.
En 1989, antes de que el túnel dispusiese de iluminación, el célebre ciclista Reimund Dietzen sufrió una grave caída que lo retiró del deporte. La organización de la Vuelta a España fue condenada a pagar una indemnización.

## Características

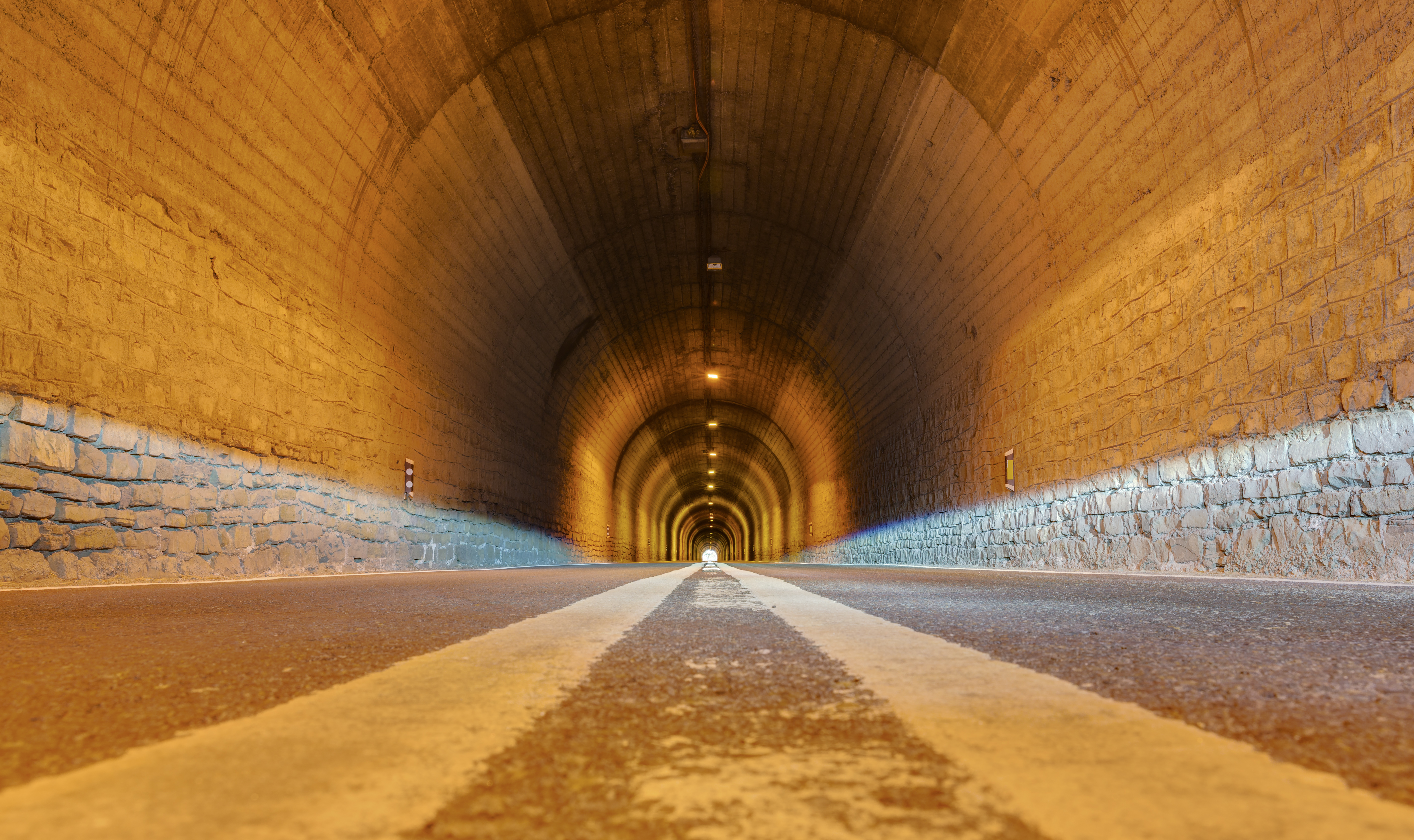
Vista del interior del túnel.

Este veterano túnel monotubo presenta deficiencias en cuanto a su escasa anchura y lo estrecha y sinuosa que es la N-260 en sus dos vertientes (Este y Oeste). Además, al estar situado a 1423 metros de altitud, también suele presentar problemas de circulación invernales, por lo que en julio de 2012 las funciones como Eje Subpirenaico fueron asumidas por la nueva  N-260 , Sabiñánigo-Fiscal, siendo la antigua (la que tiene el túnel) renombrada como N-260a.
En la boca este del túnel hay un pequeño apartadero, a partir del cual se pueden realizar varias excursiones. La boca oeste se realiza en curva, lo que unido a la estrechez del túnel, ha provocado más de un accidente.
El túnel del Cotefablo está acompañado por el túnel de Gavín, de 181 metros. Está situado en la ladera oeste del puerto, a la cota 1068 m s. n. m.